# 澤村惣之丞

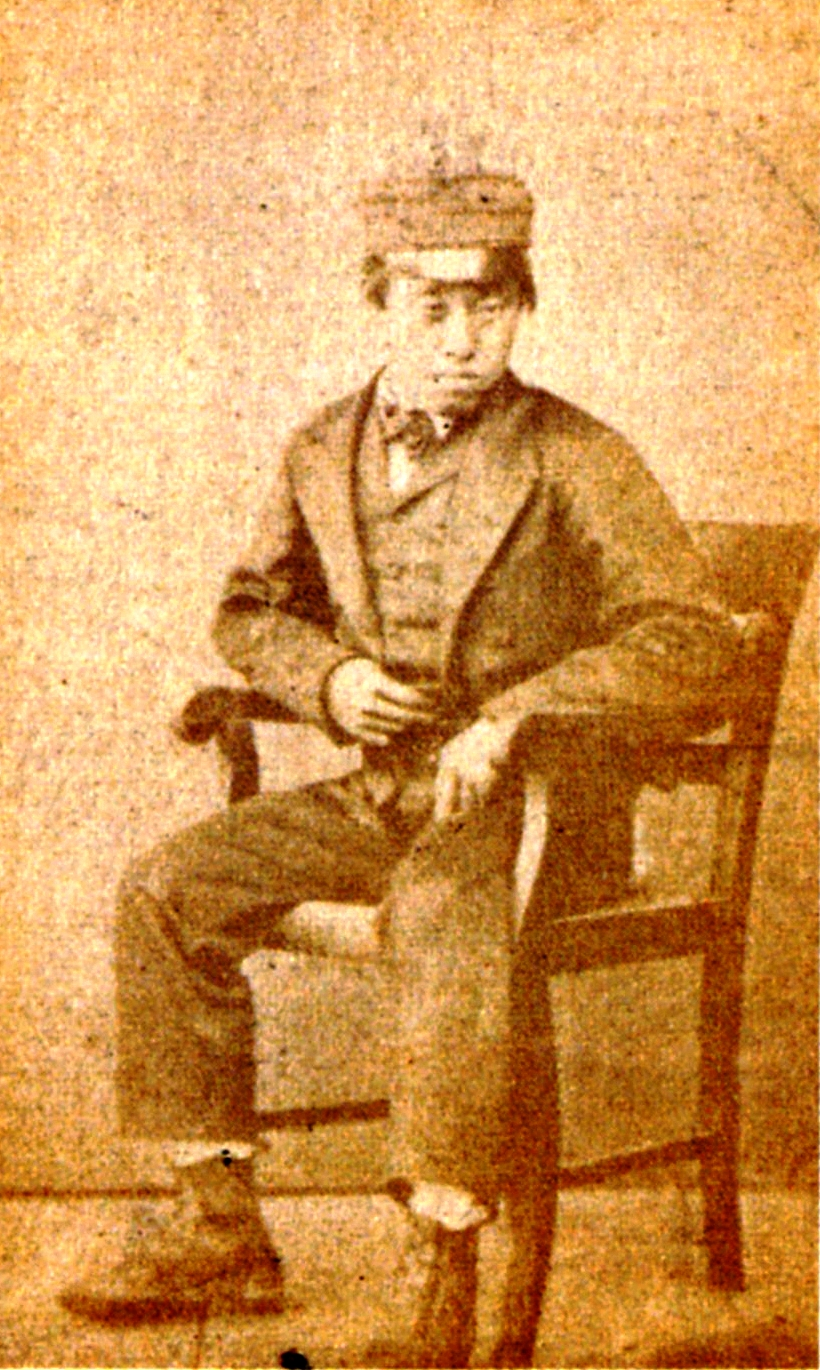
澤村惣之丞

澤村惣之丞（日语：／ Sawamura Sōnojō，1843年（天保14年）—1868年2月18日（慶應4年1月25日））是幕末時期的土佐人物。別名澤村延世・前河内愛之助・關雄之助等。
為土佐国土佐郡潮江村（現高知縣高知市潮江）的浪人之子。向間崎哲馬學習。之後加入土佐勤王黨。
文久2年（1862年）和吉村寅太郎一起脫離土佐藩。但為了向武市半平太報告現狀而一時歸國、之後和坂本龍馬一起再次脱藩並且成為勝海舟的門生、而且之後加入海援隊。
慶應3年（1867年）參加坂本龍馬殺害事件的嫌犯三浦休太郎的暗殺計画、但以失敗告終。
翌年由於維新的混亂，導致長崎奉行所空無一人、因此由澤村等海援隊隊員入住裡面，負責長崎的治安。不過在1月14日的巡視時、因為誤殺了薩摩藩士・川端平助。澤村為了避免薩摩藩的追究、而在海援隊本部切腹自殺。享年26歲。

## 登場作品
影視劇
- 龍馬來了（1968年、NHK大河劇、演：北村總一朗（日语：北村総一朗））
- 幕末青春塗鴉：坂本龍馬（日语：幕末青春グラフィティ 坂本竜馬）（1982年、NTV、演：島田紳助）
- 龍馬來了（日语：竜馬がゆく#1982年版）（1982年、TX、演：佐藤京一）
- 幕末青春塗鴉：Ronin 坂本龍馬（日语：幕末青春グラフィティ Ronin 坂本竜馬）（1986、東寶、演：阿藤海）
- 龍馬來了（日语：竜馬がゆく#2004年版）（2004年、TX、演：内田健介）
- 龍馬傳（2010年、NHK大河劇、演：要潤）

漫畫
- 喂！龍馬（日语：お〜い!竜馬）（小学館、武田鐵矢作・小山由畫）